# Mario & Luigi: Bowser's Inside Story
Mario & Luigi: Bowser's Inside Story er et rollespil udviklet af AlphaDream og udgivet af Nintendo til Nintendo DS i 2009. Det er det tredje spil i Mario & Luigi-serien.
Plottet i spillet følger Mario og Luigi, der er blevet slugt af deres ærkefjende Bowser. Mariobrødrene lærer at hjælpe Bowser, som ikke er bekendt med deres tilstedeværelse, da han bekæmper Fawful som har taget kontrol over Mushroom Kingdom. Spillet fokuserer på trioens samarbejde, hvor deres specifikke kvaliteter og færdigheder skal bruges til at løse gåder for at opnå fremskridt i spillet. I lighed med sine forgængere har spillet et turbaseret kampsystem, der lægger stor vægt på timing.
En genudgivelse af spillet med opdateret grafik og nyt indhold, tituleret som Mario & Luigi: Bowser's Inside Story + Bowser Jr.'s Journey, er under udvikling til Nintendo 3DS.